# Gunung Pumpung
Gunung Pumpung är ett berg i Indonesien.   Det ligger i provinsen Aceh, i den västra delen av landet, 1 700 km nordväst om huvudstaden Jakarta. Toppen på Gunung Pumpung är 1 610 meter över havet, eller 141 meter över den omgivande terrängen. Bredden vid basen är 3,9 km.
Terrängen runt Gunung Pumpung är kuperad åt sydost, men åt nordväst är den bergig.Runt Gunung Pumpung är det mycket glesbefolkat, med 4 invånare per kvadratkilometer. I omgivningarna runt Gunung Pumpung växer i huvudsak städsegrön lövskog.